# Nikon D5000
Nikon D5000 — цифровой однообъективный зеркальный фотоаппарат начального уровня компании Nikon с КМОП-матрицей Sony IMX-038-BQL формата Nikon DX (кроп-фактор 1,5) с разрешением 12,3 мегапикселей (максимальное разрешение снимка — 4288 × 2848). Визирование возможно как по откидному экрану, так и через видоискатель. В режиме автофокуса фотоаппарат может использовать только объективы со встроенным мотором (AF-S). Камера была представлена в 2009 году.
В апреле 2011 года появился преемник D5000 — Nikon D5100.

## Комплект поставки
Nikon D5000 предлагался в трёх основных вариантах комплектации:
- без объектива,
- с объективом AF-S DX NIKKOR 18-55мм VR,
- с объективом AF-S DX NIKKOR 18-105 мм.

В различных странах возможны комплектации Nikon D5000 с одним из объективов: AF-S DX NIKKOR 18-105мм VR, AF-S DX 18-55мм VR или AF-S DX 55-200мм VR.
В 2010 году в России предлагался комплект с объективом AF-S DX NIKKOR 35мм f/1.8G.
Также в комплект поставки входят:
- Аккумулятор EN-EL9а
- Зарядное устройство MH-23
- Крышка окуляра DK-5
- Резиновый наглазник DK-24
- USB-кабель UC-E6
- Ремень фотокамеры AN-DC3
- Крышка «горячего башмака» BS-1
- CD диск с программным обеспечением и инструкцией в цифровом виде
- Краткое руководство пользователя
- Инструкция в печатной форме